# Mario Stanić
Mario Stanić (født 10. april 1972 i Sarajevo, Jugoslavien) er en tidligere kroatisk fodboldspiller, der spillede som offensiv midtbanespiller eller alternativt angriber. Han repræsenterede på klubplan en lang række klubber i hele Europa, blandt andet Dinamo Zagreb i hjemlandet, Club Brugge i Belgien og italienske Parma FC. Bedst kendt er han dog måske fra sit fire år lange ophold i Premier League hos Chelsea F.C.

## Landshold
Stanić spillede i årene mellem 1995 og 2003 49 kampe for Kroatiens landshold, hvori han scorede syv mål. Han var en del af den trup der overraskende vandt bronze ved VM i 1998 i Frankrig, og deltog også ved EM i 1996 og VM i 2002.